# Sankt Goarshausen
Sankt Goarshausen é uma pequena cidade da Alemanha localizada no distrito de Rhein-Lahn, estado da Renânia-Palatinado. A cidade está situada às margens do rio Reno, e fica aproximadamente 30 km ao sul de Koblenz.
É membro e sede do Verbandsgemeinde de Loreley.
|  |

Uma das principais atrações turísticas é o rochedo de Lorelei. Além disso, a cidade possui dois castelos: o castelo de Katz e o castelo de Maus. O primeiro não é aberto para visitantes. Há uma boa vista da cidade a partir do castelo de Maus, além de ser visível as ruínas do castelo de Rheinfels e outros lugares do Reno.